# Mühlbach (Eppingen)
Mühlbach ist ein Dorf im Landkreis Heilbronn in Baden-Württemberg, das seit dem 1. November 1972 zu Eppingen gehört.

## Geschichte
Die erste urkundliche Erwähnung ist für das Jahr 1290 überliefert: Heinrich von Brettach († 1295) schenkte eine Marienkapelle am Mühlbach dem Wilhelmitenkloster Marienthal bei Hagenau (Elsass). Der Ort bestand ursprünglich aus einem Herrenhof, einer Mühle sowie den beiden Weilern Obermühlbach und Niedermühlbach, die im Laufe der Zeit zu einem Ort zusammenwuchsen. Am 17. März 1317 erwarb Gerhard von Oßweiler durch Kauf die Ortsherrschaft von Ober- und Niedermühlbach und 1365 erwarb die landesherrliche Stadt Eppingen Niedermühlbach und 1372 Obermühlbach, um 1546 auch das Kloster mit Ländereien. Die Kapelle wurde reformiert und bald darauf baulich erweitert, das Kloster wurde geschlossen und das Klostergebäude zum Pfarrhaus umgenutzt.
Seit der Reformationszeit war der Ort überwiegend protestantisch geprägt. Katholische Familien sind erst wieder ab etwa 1700 nachgewiesen. Seit 1714 lebten auch einige jüdische Familien in Mühlbach, die im Lauf des 19. Jahrhunderts die religiöse Jüdische Gemeinde Mühlbach bildeten und von 1854 bis 1884 eine in einem Wohnhaus eingerichtete Synagoge hatten. Die religiöse Gemeinde löste sich jedoch infolge von Ab- und Auswanderung 1885 bereits wieder auf, danach lebten nur noch wenige Juden am Ort.
Bei der Neuordnung des Großherzogtums Baden wurde Mühlbach 1810 zur selbstständigen Gemeinde im Amtsbezirk Eppingen. 1846 wurde das Gemeindegebiet durch eine Gebietsreform (Waldverteilung) vergrößert, wodurch Mühlbach bis 1881 in den Besitz der schon seit dem 16. Jahrhundert genutzten Keupersandsteinbrüche im Wald oberhalb des Ortes gelangte.
Sandstein prägt die Häuser in Mühlbach ab etwa 1830 und damit das Bild der Ortsmitte, die durch die vielen Steinhäuser einen städtischen Eindruck erweckt. Um 1900 waren etwa 90 Prozent der männlichen erwerbsfähigen Einwohner in den damals 18 Steinbruchbetrieben des Ortes beschäftigt. Bauliche Zeugnisse jener Zeit sind u. a. das 1903 erbaute Rathaus und der 1912 erbaute, tempelartige Wasserbehälter. Ab dem Ersten Weltkrieg war die wirtschaftliche Entwicklung der Mühlbacher Steinbrüche stark rückläufig. Die Konkurrenz durch Kunststein und Beton sowie die Weltwirtschaftskrise von 1929 brachten den Sandsteinabbau um 1930 fast zum Erliegen. Zur Zeit des Nationalsozialismus wurden für die Monumentalbauten der damaligen Zeit wieder große Mengen Sandstein benötigt, so dass sich die Konjunktur bis zum Ausbruch des Zweiten Weltkriegs nochmals erholte. 1939 wurden 1007 Einwohner gezählt, Ende 1945 waren es 1133.
Mühlbach wurde 1972 nach Eppingen eingemeindet. Der Ort hat heute ca. 2100 Einwohner. Die Steinbrüche und zahlreiche Steinmetzbetriebe stellen bis heute einen großen Wirtschaftsfaktor des Ortes dar.

## Wappen
Beschreibung: Das Wappen von Mühlbach zeigt ein rotes Mühlrad über einem blauen Bach auf silbernem Schild. Durch dieses redende Wappen wird der Ortsname symbolisch dargestellt.

## Brauchtum
In Mühlbach findet alljährlich am Dienstag nach Pfingsten seit undenklichen Zeiten das Kuckucksholen statt, eine symbolische Kuckucksjagd. Der Frühlingsbrauch geht auf die vorchristliche Zeit zurück und wird heute vom örtlichen Heimatverein veranstaltet. Zum Abschluss gibt es in der Dorfmitte das Kuckucksessen.

## Sehenswürdigkeiten

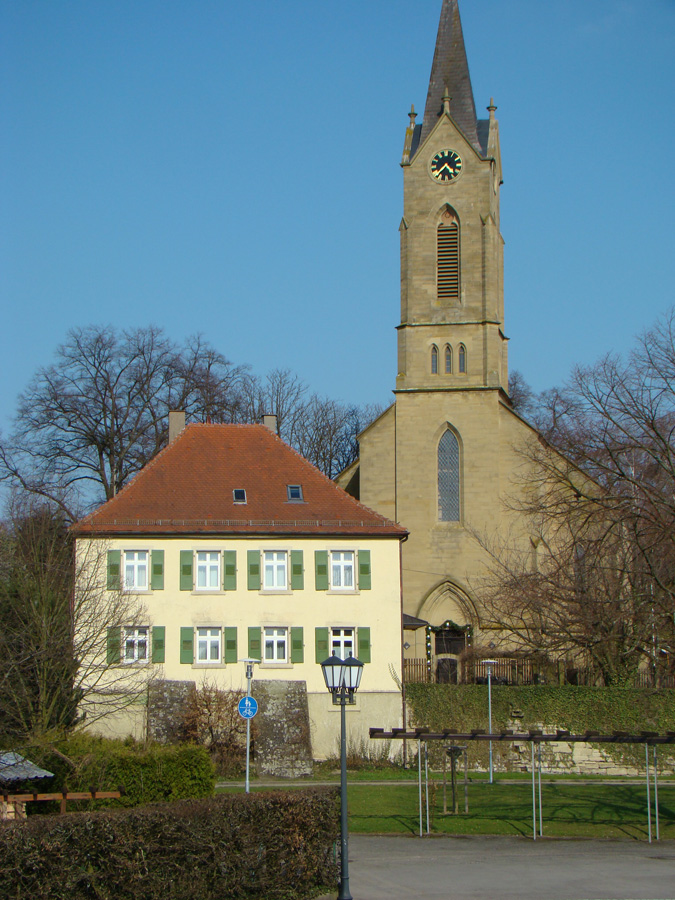
Evangelische Kirche und Pfarrhaus

- Die evangelische Kirche wurde 1871 im Stil der Neogotik unter Beibehaltung der Sakristei und des Chors eines Vorgängerbaus aus dem 13. Jahrhundert erbaut. In der Kirche befinden sich die historische Grabplatte des Heinrich von Brettach (um 1295) sowie ein Bildstock von Hans Wunderer (um 1500, erneuert 1771). Die Mauer unterhalb der Kirche geht noch auf die Klosteranlagen der Wilhelmiten aus dem späten 13. Jahrhundert zurück.
- Die katholische Kapelle Mariä Schmerzen wurde 1865 erbaut und 1955/56 vergrößert. Ihr Altar wurde 1927 von Georg Lang aus Oberammergau gefertigt.
- Das Rathaus wurde 1903 im Jugendstil als Rat- und Schulhaus erbaut. Das trutzige Sandsteingebäude beherbergt seit 1998 auch ein Steinhauermuseum. An die Steinhauertradition des Ortes erinnern außerdem mehrere Sandsteinobjekte auf dem Rathausplatz sowie eine historische Kipplore und Steinsägen im benachbarten Park.
- Das Kriegerdenkmal in den Steinbrüchen oberhalb des Ortes wurde 1935 nach einem Entwurf von J. Förster aus Stuttgart errichtet.

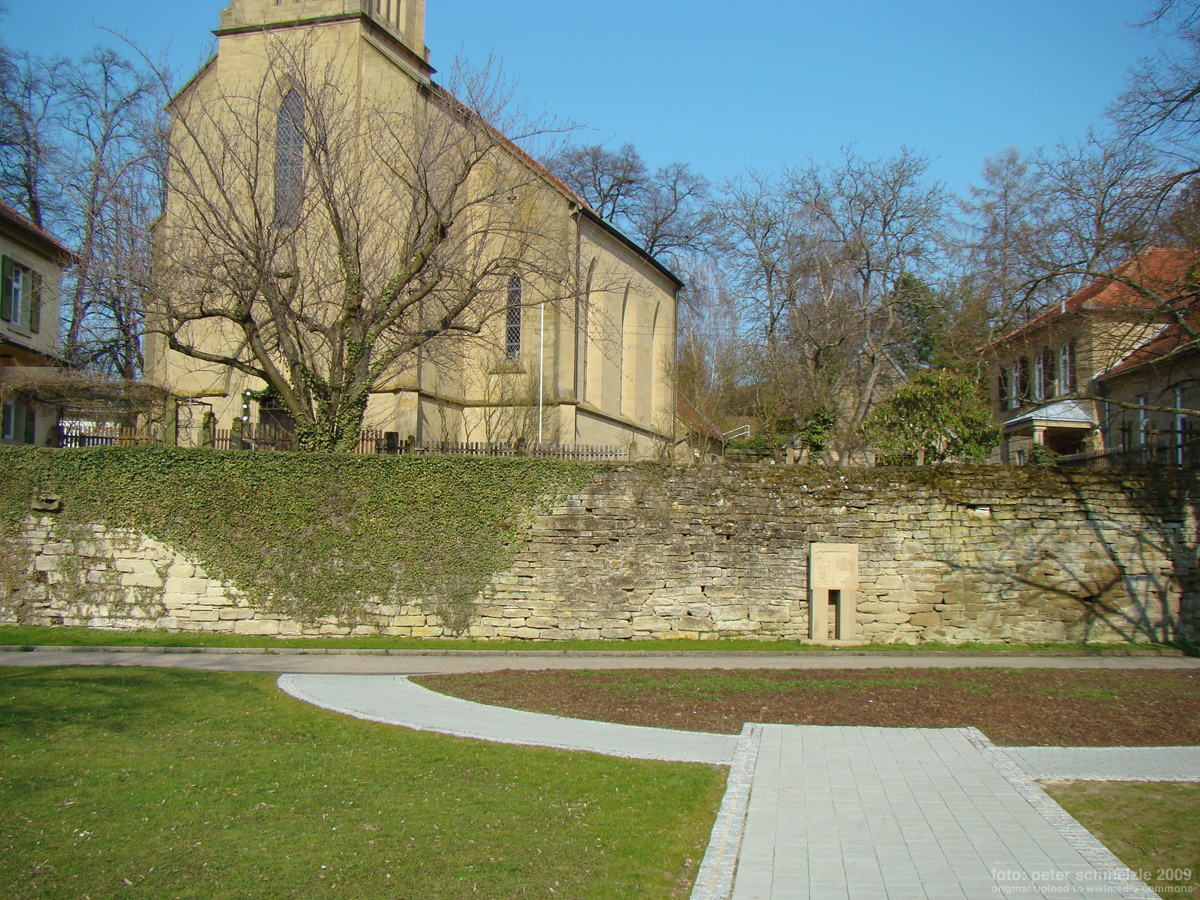
Klostermauer
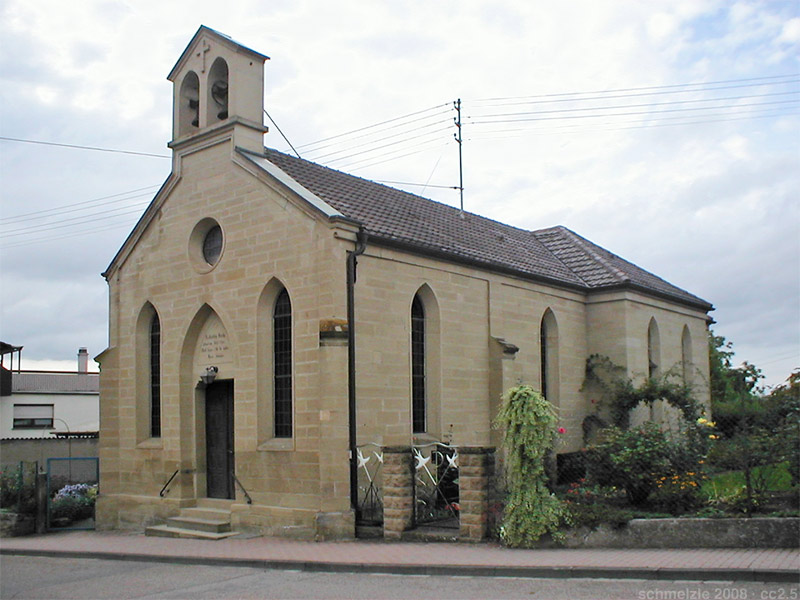
Kapelle Mariä Schmerzen
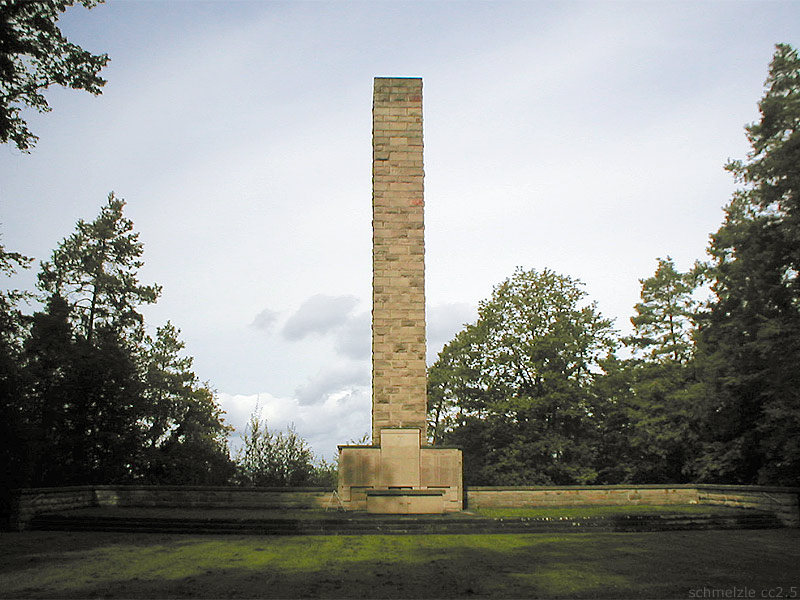
Kriegerdenkmal

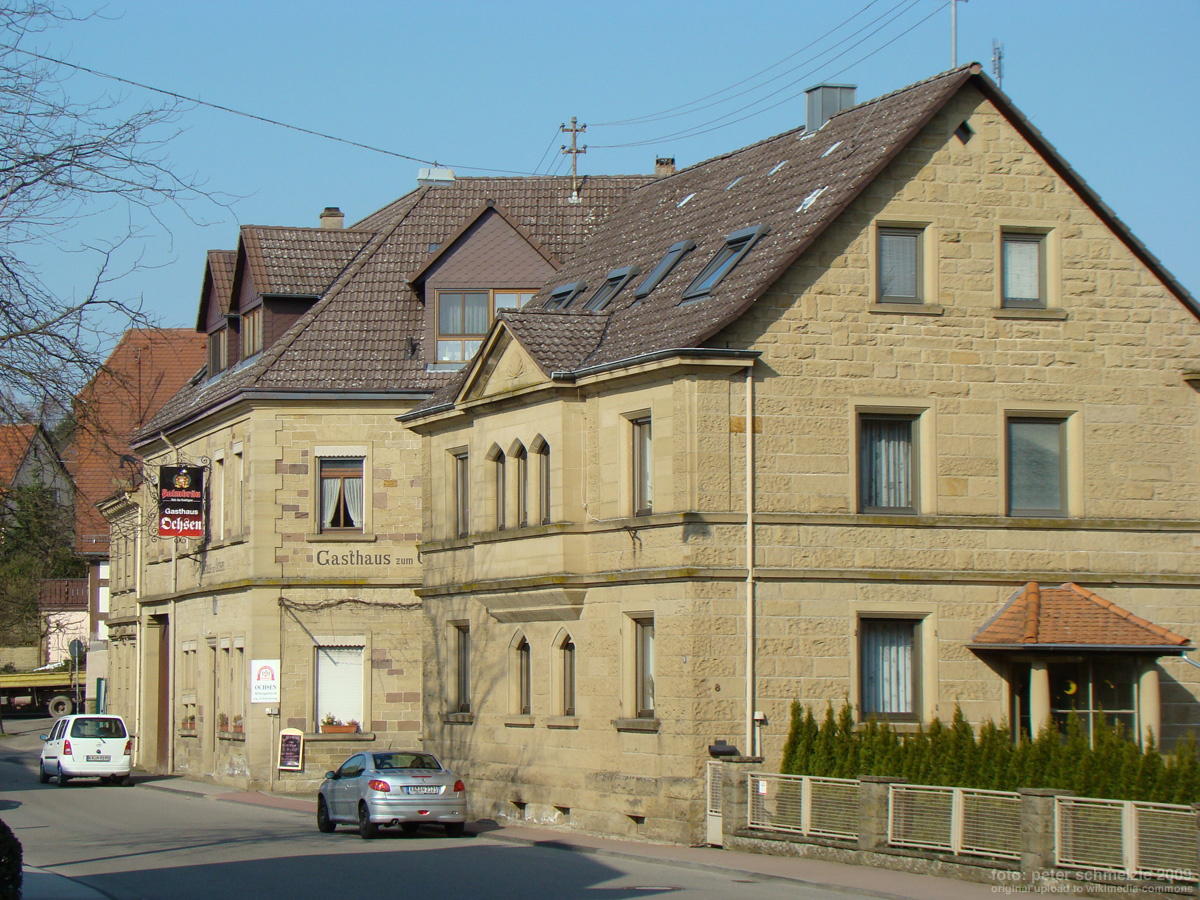
Historische Gebäude aus Sandstein, im Vordergrund Haus Bardenstein

- Neben dem Rathaus und den Kirchen weisen zahlreiche weitere historische Gebäude im Ort schmuckvolle Sandsteinfassaden auf und stehen deswegen auch unter Denkmalschutz. Neben stattlichen villenartigen Wohnhäusern wie dem Haus Holtz in der Hauptstraße 6 sind hierbei auch die aufwändige Sandsteinausführung einfacherer Wohn- und Wirtschaftsgebäude bemerkenswert, z. B. die tempelartige Vorderfassade des örtlichen Wasserbehälters in griechisch-dorischem Stil oder der Erker mit gekuppelten Fenstern am Haus Bardenstein in der Brettachstraße 8.
- In der Hauptstraße und der Schalksgasse befinden sich mehrere renaissancezeitliche Fachwerkhäuser. Das Haus Gebhard in der Schalksgasse 4 ist ein ehemaliger Eppinger Stadthof von 1582. Jüngere Fachwerkgebäude wie das ehemalige Gasthaus Schwarzer Adler von 1714 in der Hauptstraße 60 gehen auf ältere Vorgängergebäude zurück.

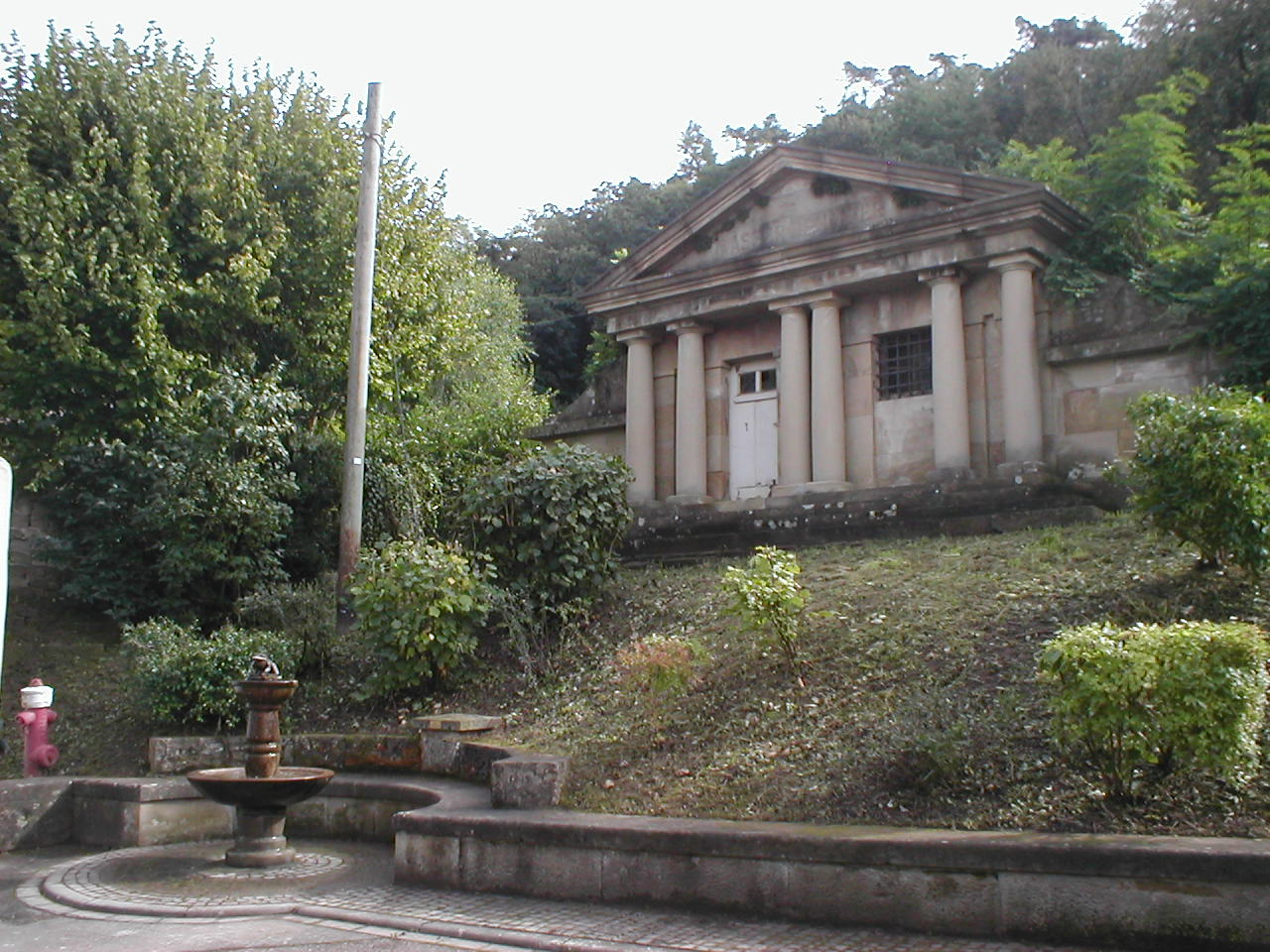
Wasserbehälter
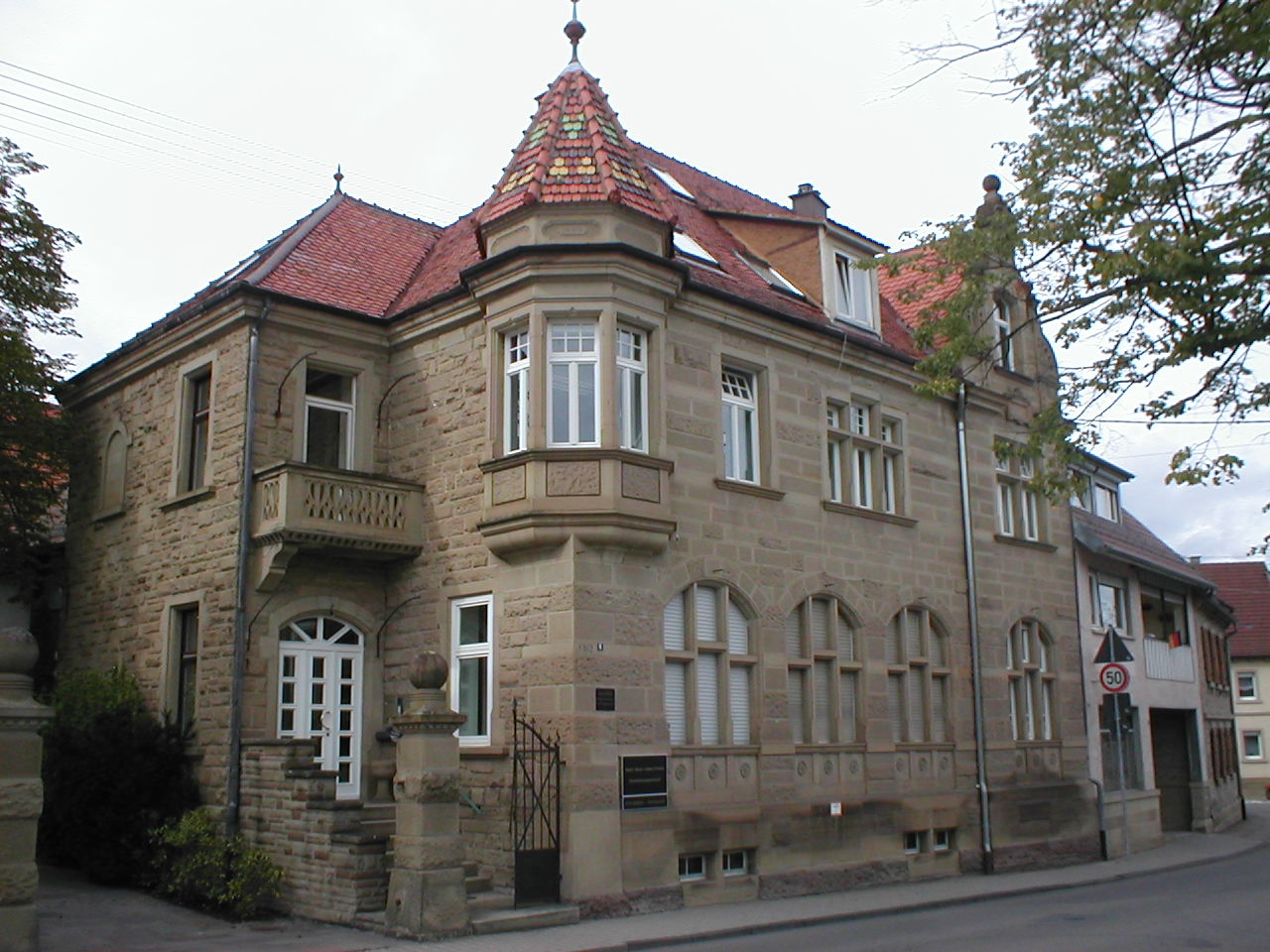
Haus Holtz
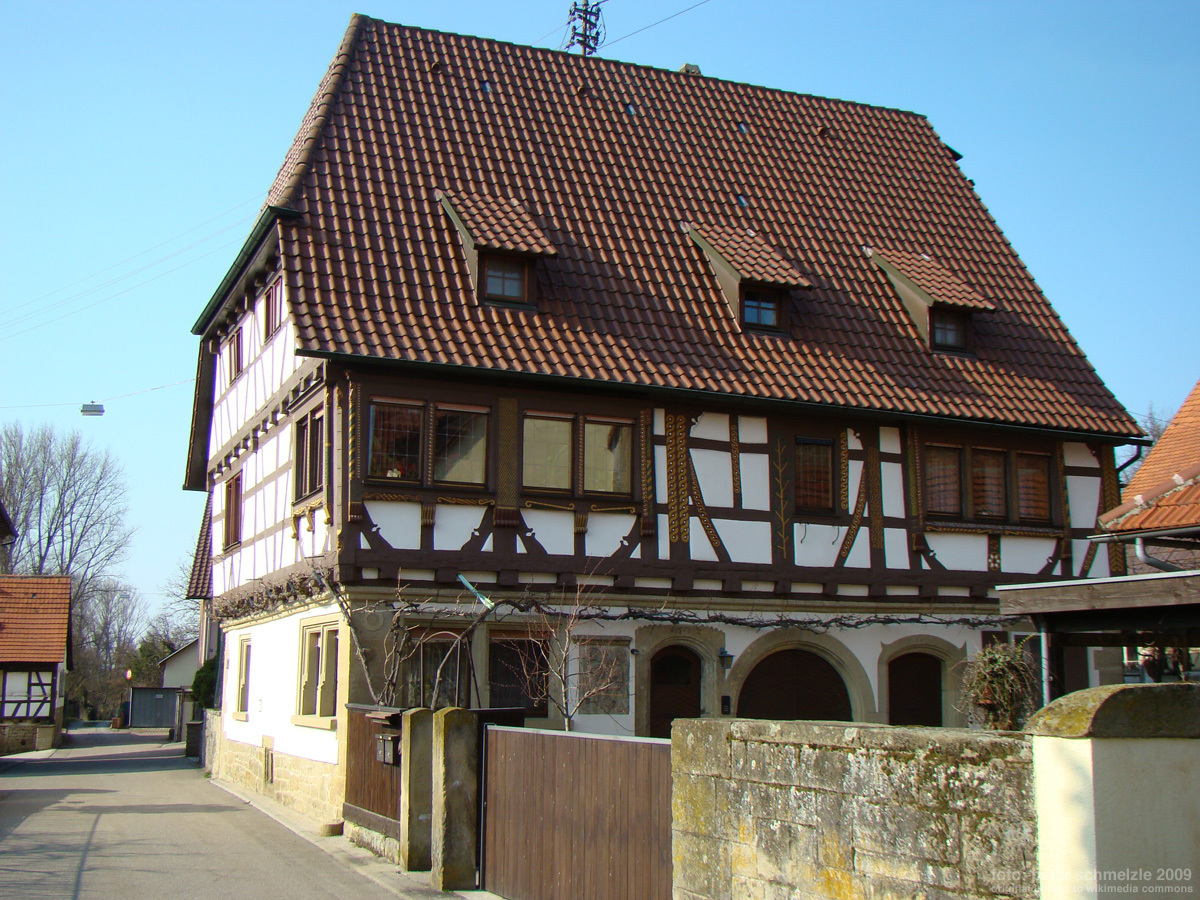
Haus Gebhard

## Persönlichkeiten
- Georg Friedrich Schlatter (1799–1875), Alterspräsident des badischen Revolutionsparlaments, war Pfarrer in Mühlbach
- Alwin Friedrich Schauer (1891–1958), erster Leiter der Evangelischen Akademie Baden und Mitglied der Bekennenden Kirche, war Pfarrer in Mühlbach
- Max Sachsenheimer (1909–1973), Offizier, Generalmajor, wurde in Mühlbach geboren